# Ânion nitrila
Ânions nitrila, ou ainda ânions nitrilo, são nitrilas com falta de um próton na posição α em relação ao grupo nitrila. Sofrem adição nucleofílica e reações de substituição com vários eletrófilos.
Embora os ânions nitrilas sejam funcionalmente semelhantes aos enolatos, A ligação múltipla extra em ânions nitrilo fornece-lhes uma geometria do tipo cetena única. Adicionalmente, a cianidrinas desprotonadas pode atuar como ânions de acila mascarados, dando produtos impossíveis de acessar apenas com enolatos. Os mecanismos de adição e substituição de nitrilo são bem compreendidos; No entanto, geralmente são necessárias condições fortemente básicas, limitando a utilidade sintética da reação.